# ورزشگاه خلامکو آرنا

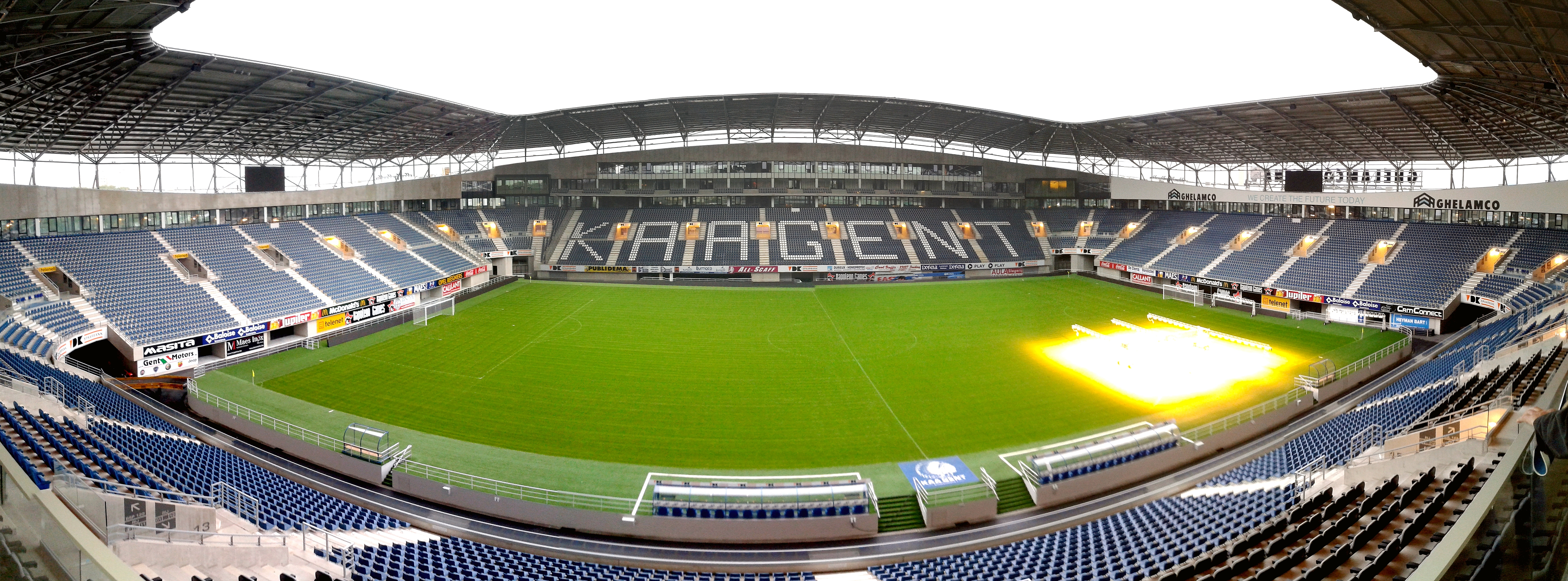
نمایی پانوراما از داخل خلامکو آرنا

خلامکو آرنا یا آرتولداستادیون (هلندی: Ghelamco Arena و Arteveldstadion) ورزشگاهی چندمنظوره در شهر خنت بلژیک است. این ورزشگاه میزبان بازی‌های خانگی باشگاه فوتبال خنت است و در ۱۷ ژوئیه ۲۰۱۳ رسماً افتتاح شد و به اولین ورزشگاه فوتبال تازه ساخته‌شده بلژیک از سال ۱۹۷۴ تبدیل شد.
این ورزشگاه ۲۰،۰۰۰ صندلی دارد و جایگزین ورزشگاه ژول اوتن‌استادیون شد که از سال ۱۹۲۰ خانهٔ خنت بود. اولین بازی به میزبانی ورزشگاه خلامکو آرنا در ۴ اوت ۲۰۱۳ برگزار شد که خنت با نتیجهٔ ۱–۲ مشلان را شکست داد.

## تاریخچه

### احداث
در ۱۲ مه ۲۰۰۳ عضو شورای شهر آن زمان خنت، دنیل ترمونت اعلام کرد که از فصل ۰۷–۲۰۰۶ ورزشگاه جدید باشگاه فوتبال خنت در محل بازار تجارت قرار خواهد گرفت و به این ورزشگاه نام آرتولداستادیون (به افتخار یاکوب فان آرتولد) داده می‌شود و باید در رشد بیشتر این تیم کمک کند. با توجه به مشکلات متعدد از جمله صدور مجوز ساختمان و مشکلات مالی، تا ۱۸ سپتامبر ۲۰۱۸ طول کشید تا پایه بنا این ورزشگاه توسط شهردار آن زمان دنیل ترمونت و رئیس هیئت مدیره خنت ایوان دی ویته گذاشته‌شود.
در سال ۲۰۰۹ مشکلات جدیدی در مورد تأمین مالی ورزشگاه علنی شد. در ژوئن ۲۰۱۰ شهر خنت اعلام کرد که با توسعه‌دهنده املاک و مستغلات خلامکو در مورد ساخت و بهره‌برداری از ورزشگاه به توافق قطعی دست یافته‌است. پس از تصویب قرارداد اجاره‌نامه اقتباسی در شورای شهر که در جلسه ماه اکتبر ۲۰۱۰ تحقق یافت، بلافاصله کارهای ساختمانی آغاز شد. آن‌ها قرار بود کار خود را تا پیش از شروع لیگ برتر فوتبال بلژیک فصل ۲۰۱۲–۲۰۱۳ به اتمام برسانند اما آن یک سال دیگر به تأخیر افتاد.
در ۳۱ مه ۲۰۱۳، چند ماه پیش از افتتاح رسمی، رسماً اعلام شد که ورزشگاه به افتخار سازنده، خلامکو آرنا نام‌گذاری خواهد شد. این ورزشگاه به‌طور رسمی در ۱۷ ژوئیه ۲۰۱۳ با یک بازی دوستانه افتتاح شد که در آن خنت، اشتوتگارت را با نتیجه ۲ بر ۰ شکست داد.

## جزئیات

### پویایی
این ورزشگاه دارای ۱،۲۰۰ پارکینگ، عمدتاً برای کارمندان، خدمهٔ امنیتی و ایمنی، اعضای مطبوعات، افراد وی‌آی‌پی و معلولان است. علاوه بر این، حدود ۱،۰۰۰ جایگاه پارک خودرو برای هواداران در شعاع ۱٫۲ کیلومتری اطراف ورزشگاه وجود دارد.
راه‌های متناوب رسیدن به ورزشگاه را می‌توان در حمل و نقل عمومی جست. در روزهای مسابقه، اتوبوس‌های شاتل بین استادیوم و میدان وودرو ویلسون در مرکز شهر رانندگی می‌کنند.

### سرگرمی
در طول سال، کسب‌وکارها می‌توانند بخش‌هایی از ورزشگاه را اجاره کنند تا میزبان رویدادهای مختلفی باشند. در طول جام جهانی فوتبال ۲۰۱۴ تمام بازی‌های تیم ملی فوتبال بلژیک بر روی پرده‌های بزرگ در این ورزشگاه نشان داده‌شد.

### دفاتر، خرده فروشی و پذیرایی
خلامکو آرنا پایگاه خانگی توسعه‌دهنده املاک و مستغلات خلامکو است و فروشگاه زنجیره‌ای Albert Heijn، یک آژانس استخدامی و یک سالن ورزشی را در خود جای می‌دهد. همچنین رستوران Michelin star Horseele، یک رستوران کوچک و یک محل ساندویچ را در خود جای داده‌است که همگی در طول هفته باز هستند.

## نگارخانه

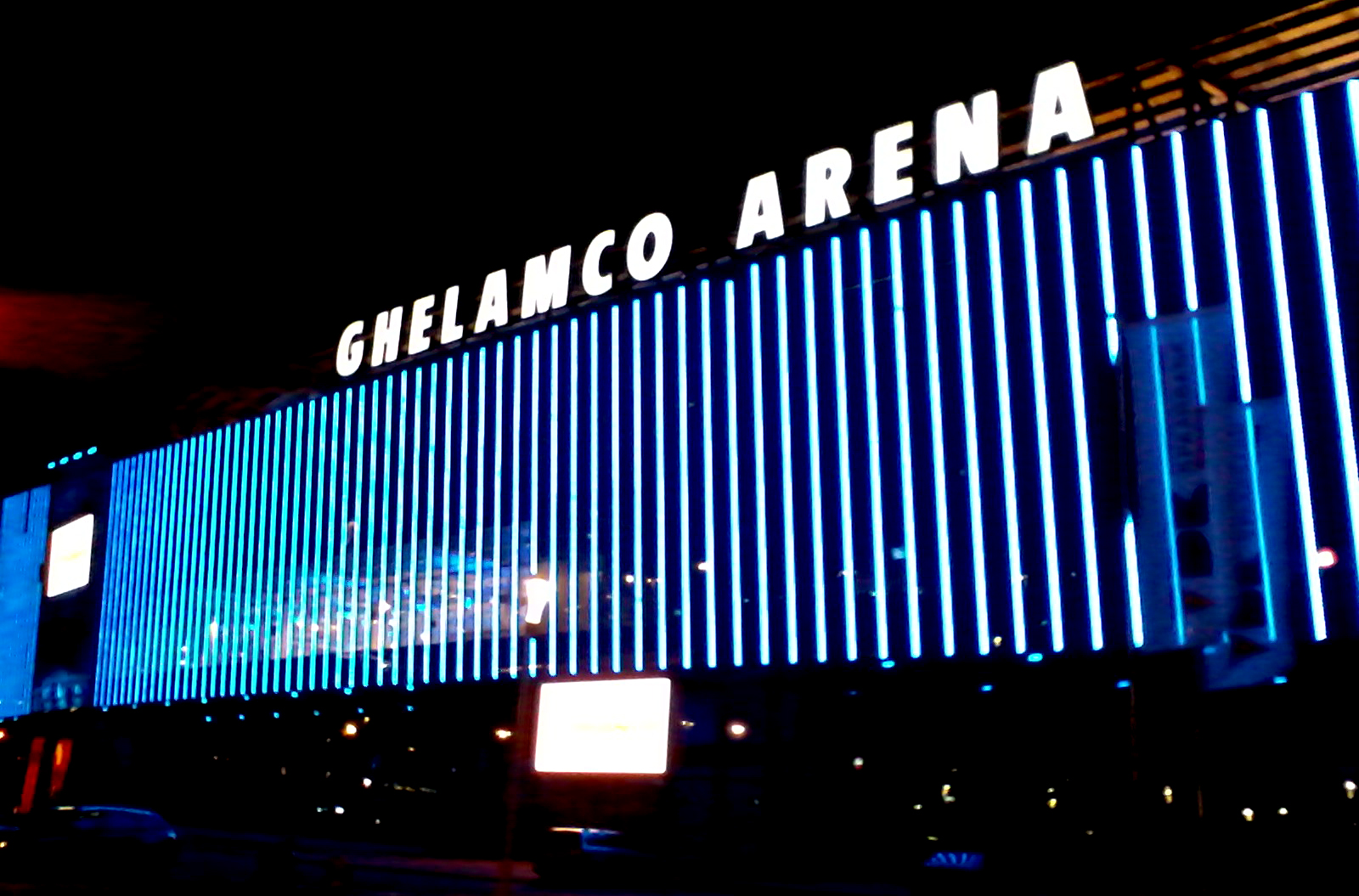
ورزشگاه در شب
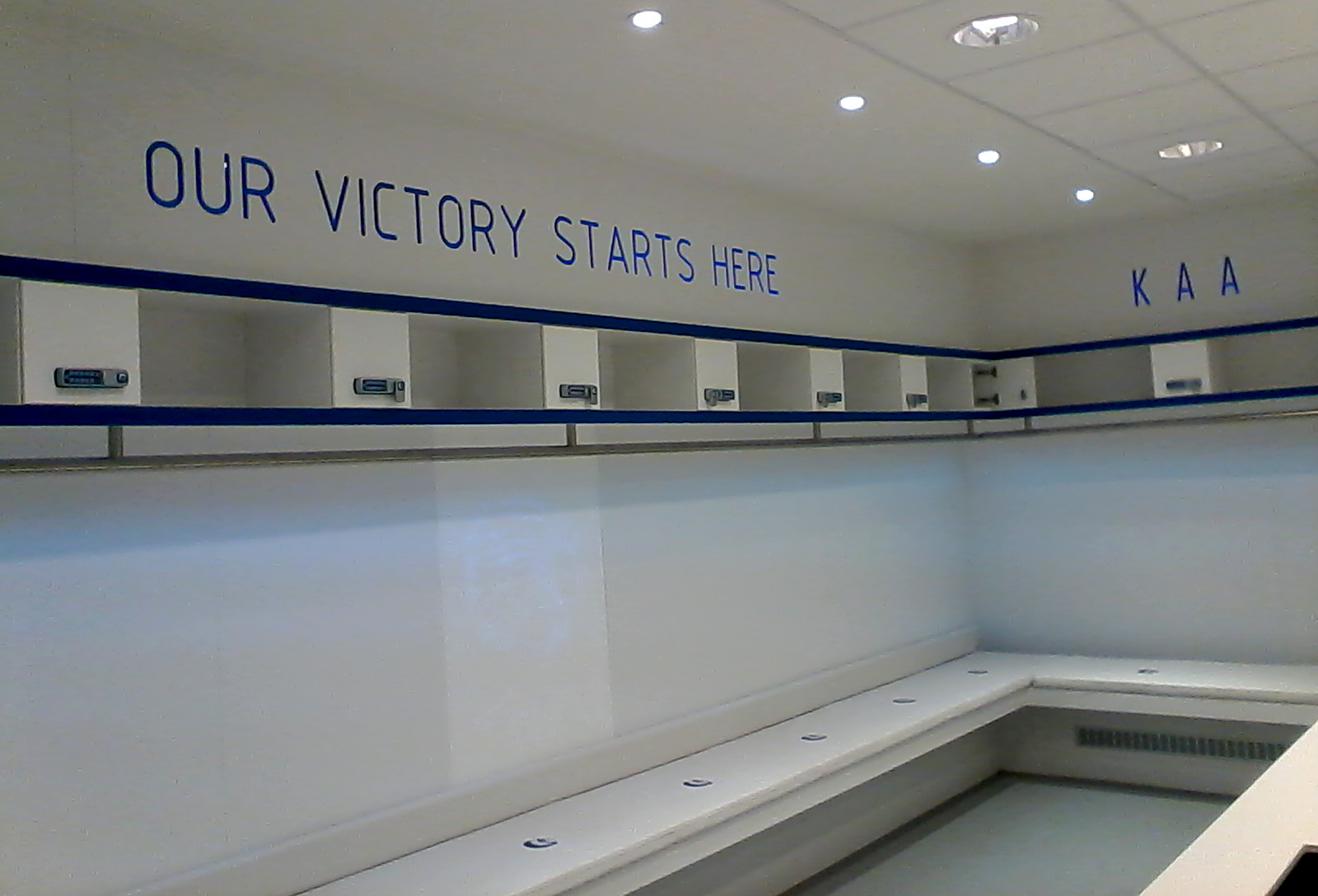
رختکن
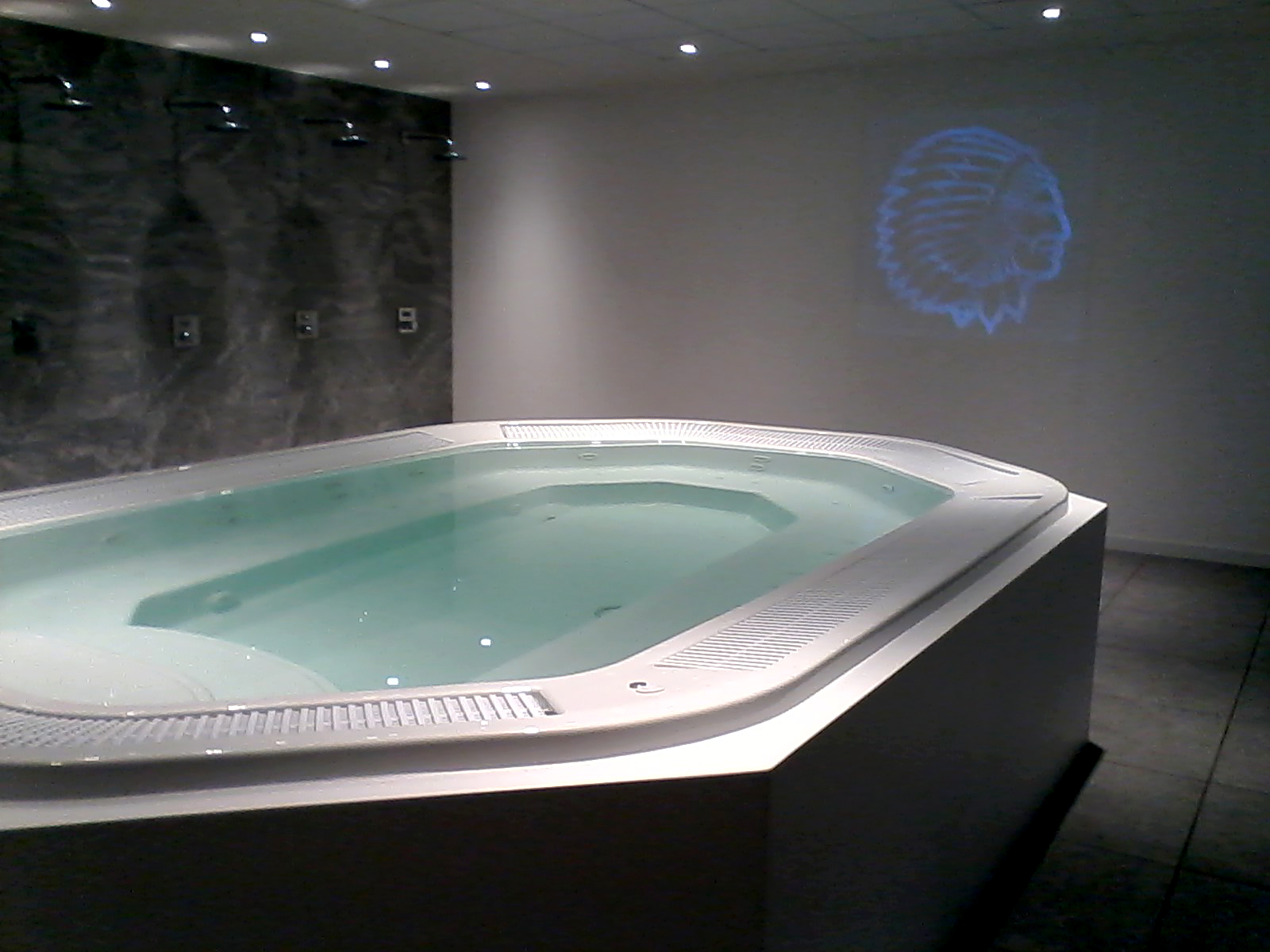
جکوزی بازیکنان
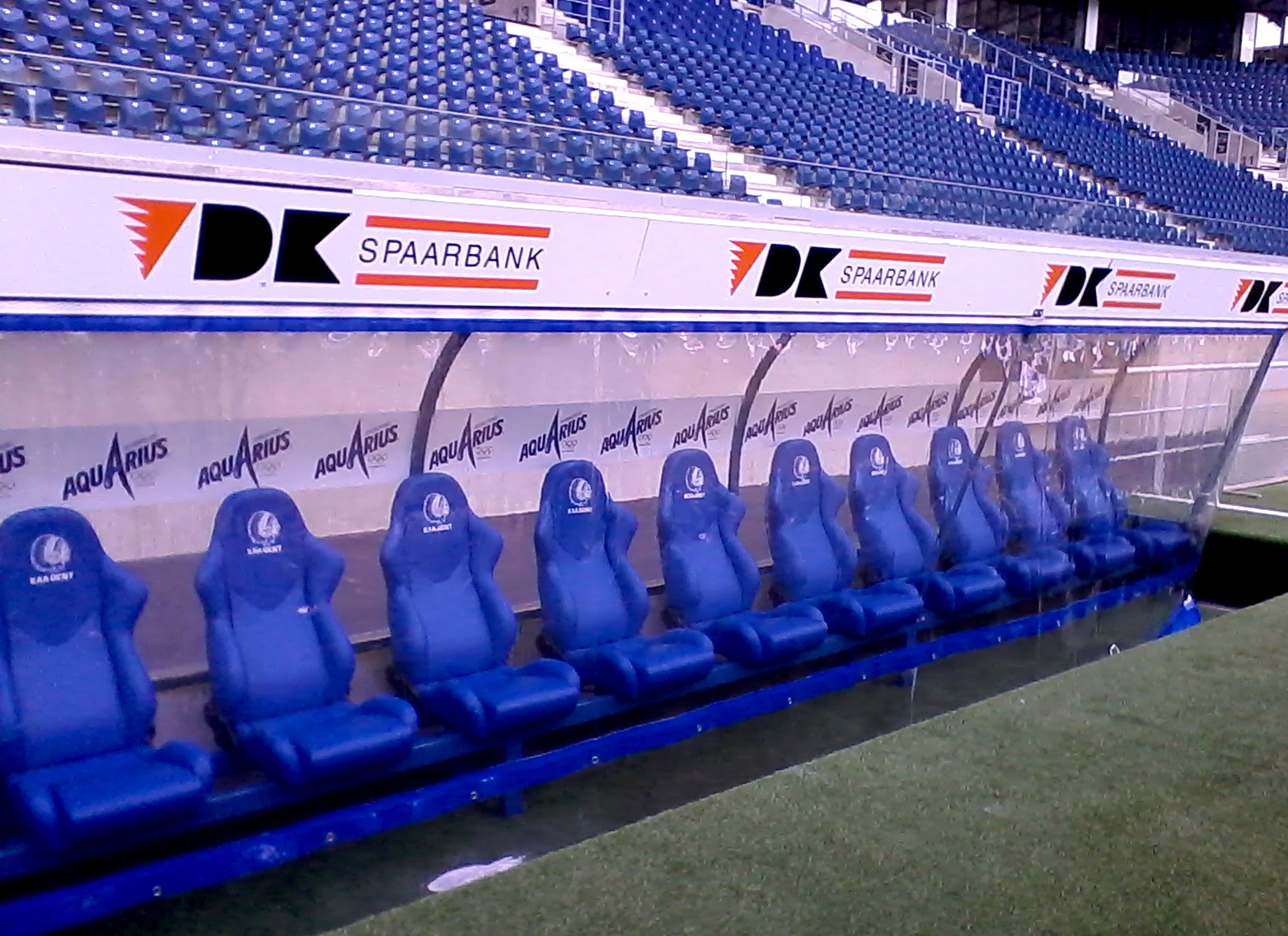
نیمکت
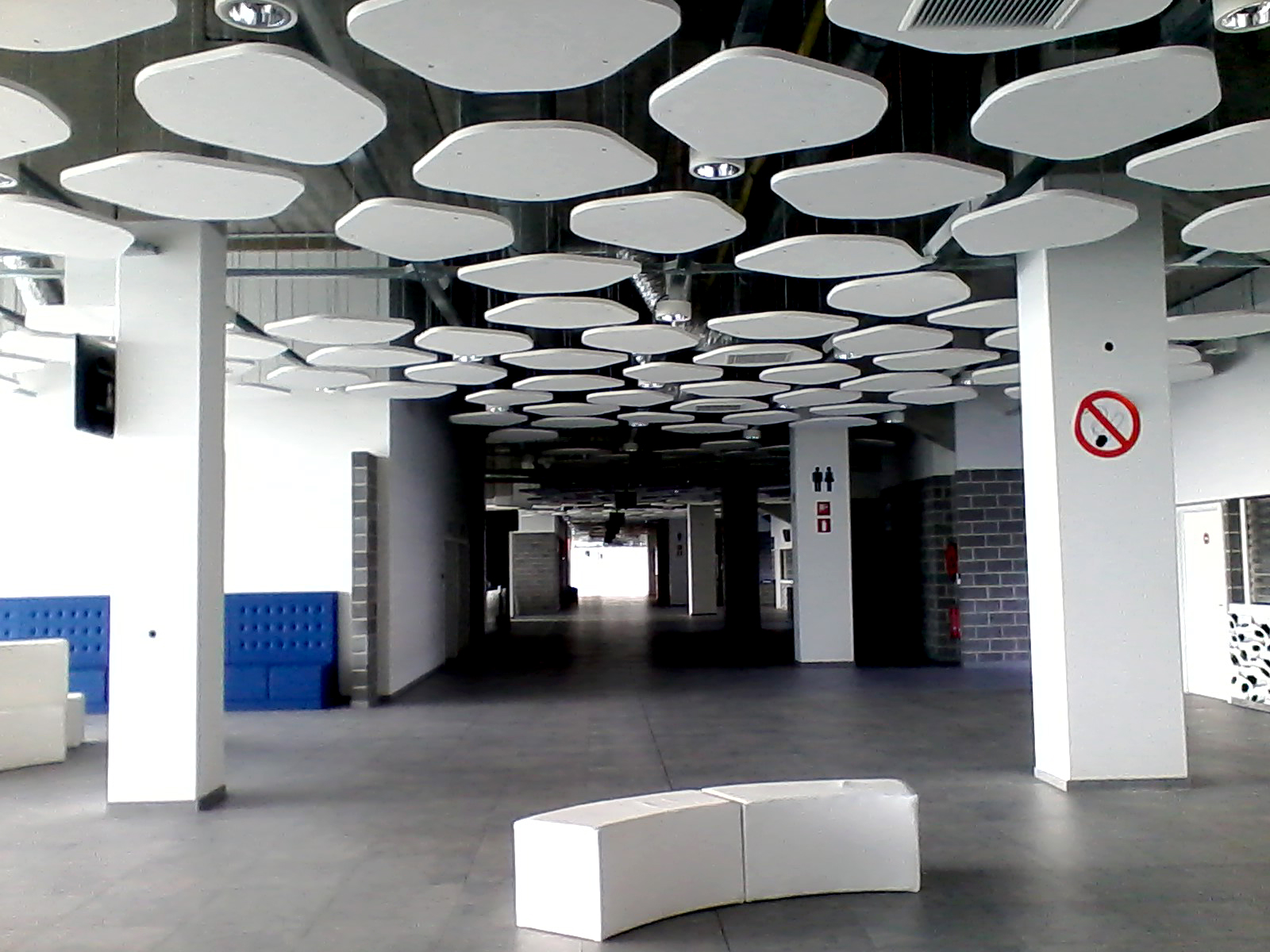
داخلی
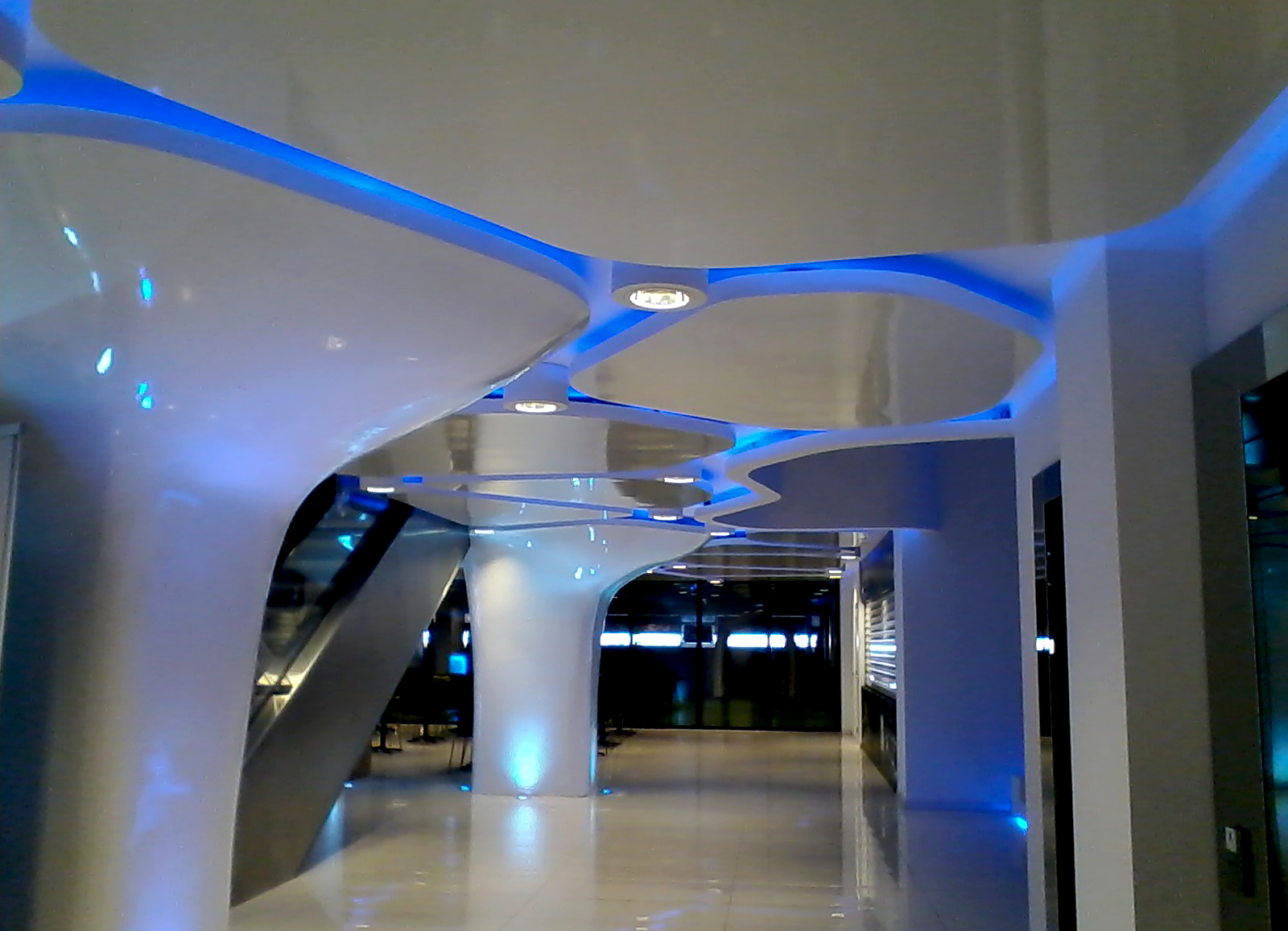
ورودی اصلی داخلی
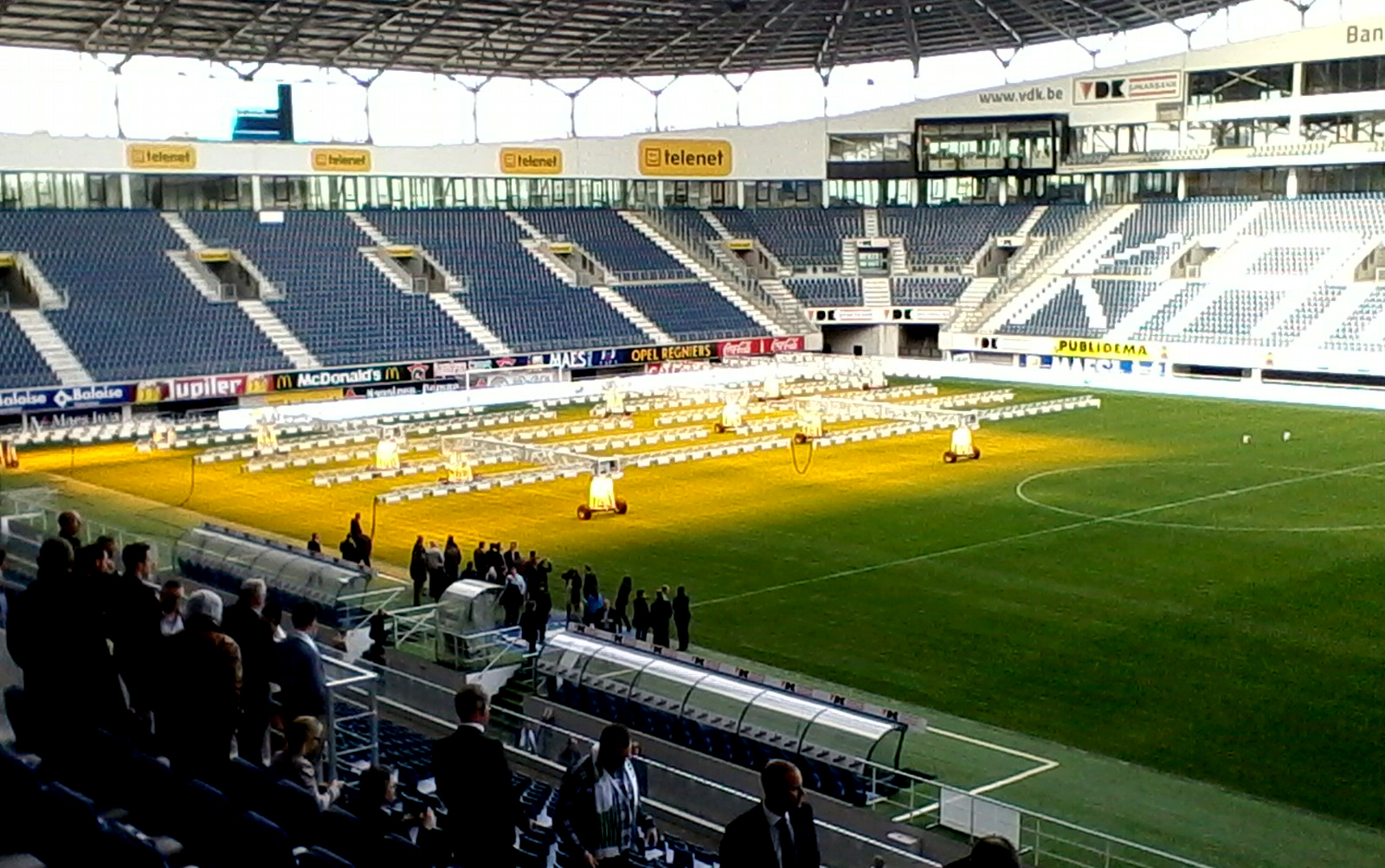
جایگاه Telenet
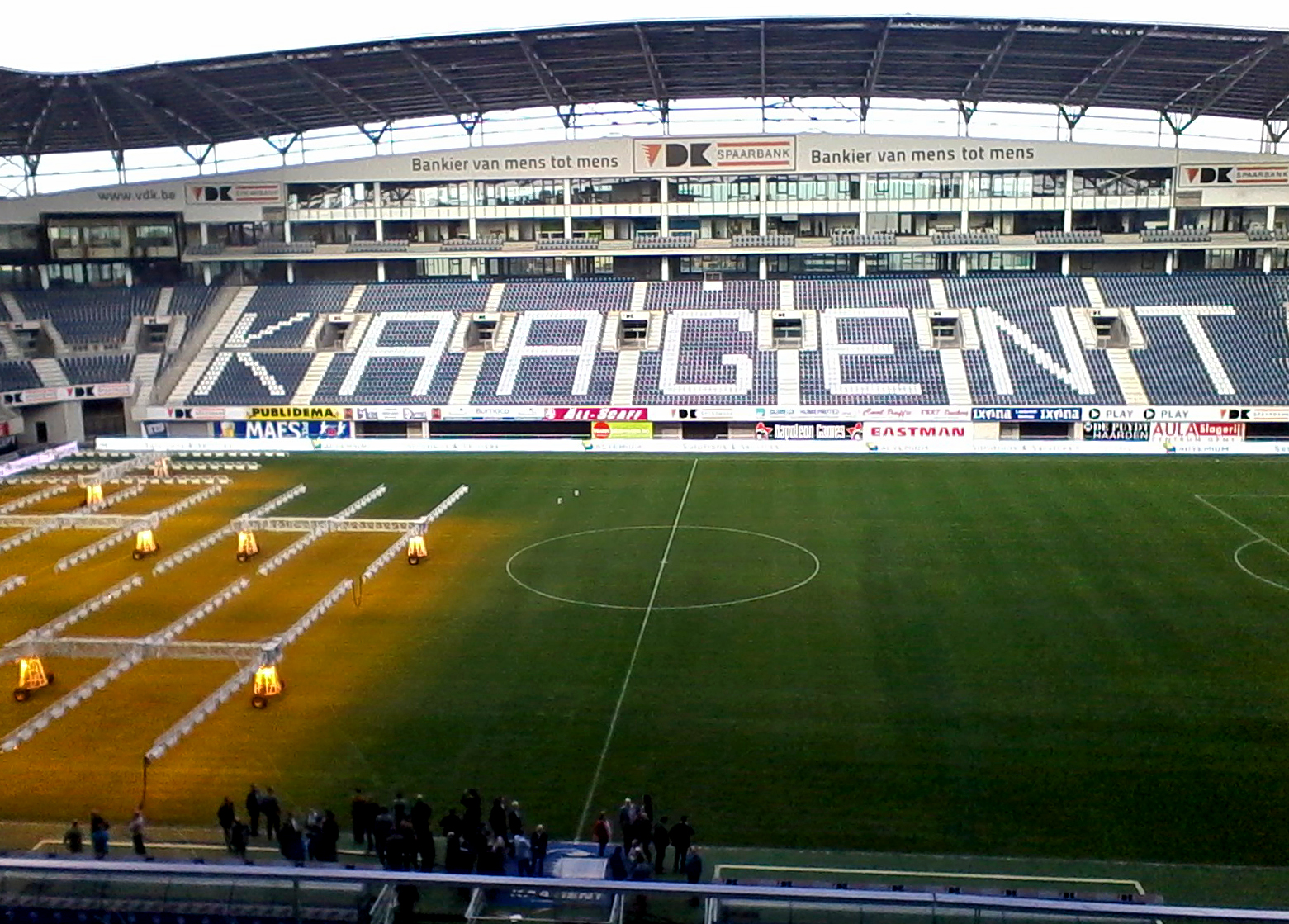
جایگاه Spaarbank
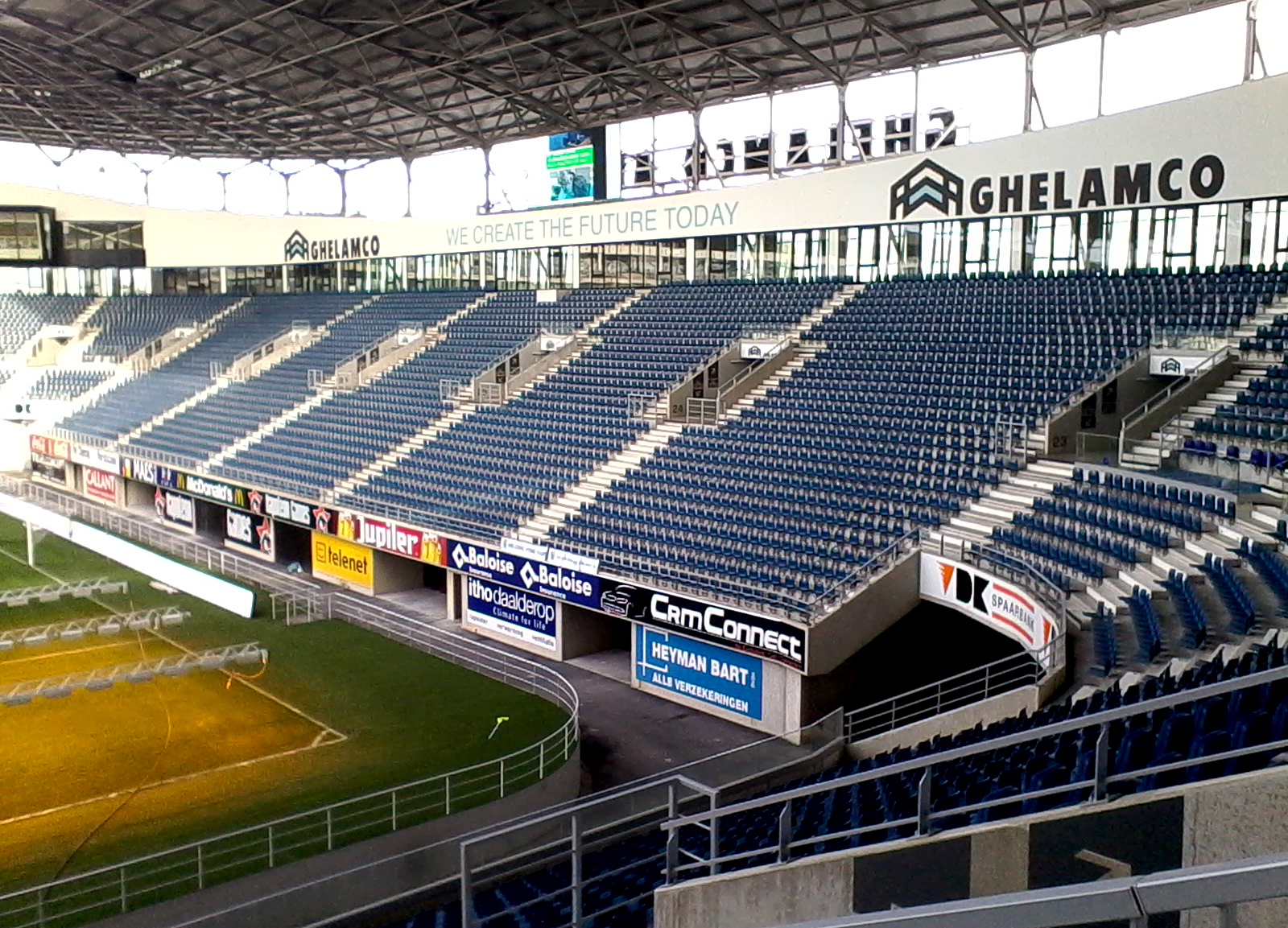
جایگاه خلامکو